# Rourea glabra
Rourea glabra là một loài thực vật có hoa trong họ Connaraceae. Loài này được Carl Sigismund Kunth miêu tả khoa học đầu tiên năm 1824.

## Phân bố
Loài này có trong khu vực từ Mexico đến nhiệt đới châu Mỹ. Các quốc gia có mặt bao gồm: Belize, Brasil (bắc, đông nam), Colombia, Costa Rica, Cuba, El Salvador, Guatemala, Honduras, Jamaica, Mexico, Nicaragua, Panamá, các đảo tây nam biển Caribe, Trinidad-Tobago, Venezuela.
Thứ Rourea glabra var. jamaicensis Forero, 1976 là đặc hữu Jamaica.